# Pão-de-Ló
Le Pão-de-Ló est un gâteau originaire du Portugal
Il est comparable au sponge cake anglais, ou au gâteau de Savoie français.

## Préparation
Il peut être aromatisée avec des écorces de citron ou d'orange, ou servi nature. Il peut également être incorporé à d'autres desserts comme les puddings.

## Variantes
Le pão-de-Ló de Alfeizerão est légèrement cuit pour obtenir une consistance de pudding, comme le pão-de-Ló de Ovar, et aromatisé au brandy.

## Historique
Le Pão-de-Ló a évolué à partir du pain de lof français. Le mot lof, dérivé du néerlandais loef, fait référence à une voile nautique ou au côté du tissu où souffle le vent. Au Portugal, le terme pão de Hespanha ou pão de Castella était également utilisé.
Il a été importé par les missionnaires portugais à Nagasaki au XVIe siècle, et y a inspiré le castella.
Au Portugal, sa fabrication pour les marchés commerciaux a commencé pendant la révolution de 1910.